# Kristinn Jónsson
Kristinn Jónsson (4 augustus 1990) is een IJslands profvoetballer die als linker verdediger speelt.
Sinds 2007 staat Kristinn onder contract bij Breiðablik. In 2014 was hij verhuurd aan het Zweedse Brommapojkarna. In 2009 debuteerde hij in het IJslands voetbalelftal.